# Citroën World Touring Car Team
El Citroën World Touring Car Team, también conocido como Citroën-Total WTCC, por temas de patrocinio, o Citroën Racing, fue el equipo oficial de Citroën del Campeonato Mundial de Turismos de la FIA. Disputó las temporadas 2014, 2015 y 2016.

## Historia
En junio de 2013, el equipo fue creado para disputar la temporada 2014 del Campeonato Mundial de Turismos. Al poco tiempo fueron confirmados los franceses Yvan Muller y Sebastien Loeb para que manejacen coches Citroën C-Elysée. Poco después de la finalización de la temporada 2013, también se oficializó al argentino José María López para conducir el tercer coche, que había participado únicamente en la ronda de Argentina de ese año (saliendo 2° y 1°, respectivamente). En febrero de 2014 el equipo firmó a Ma Qing Hua para conducir el cuarto vehículo.
A fines de 2015 Citroën confirmó que el cupo de coches se reduciría a dos para 2016, para López y Muller, y que abandonaría definitivamente la categoría al finalizar la temporada.

## Resumen por temporada

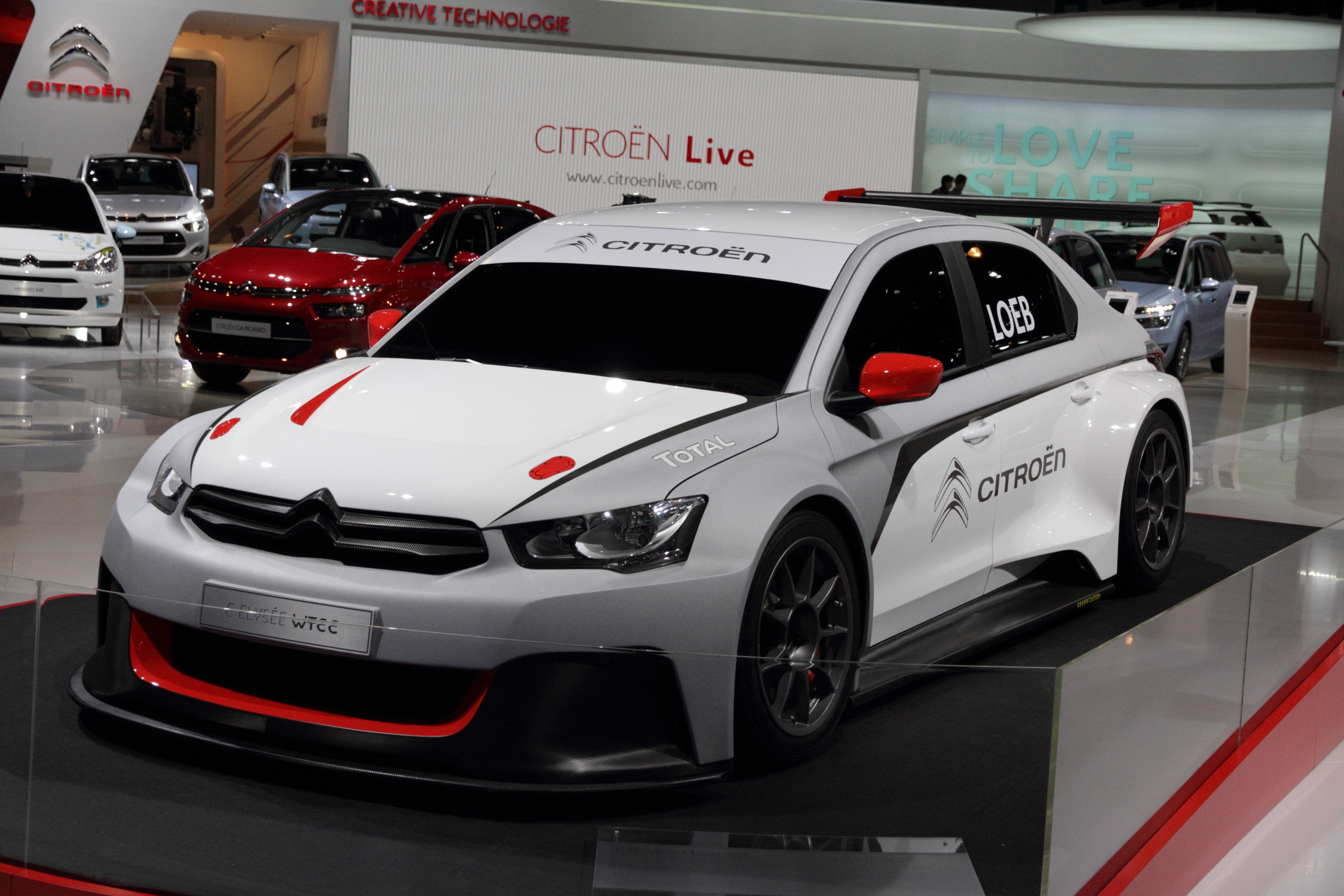
Citroën-Total C-Elysée WTCC 2014 exhibido en Fráncfort en septiembre de 2013.

### 2014
En 2014, Citroën ganó diecisiete carreras de veintitrés, dejando así una media de 74% victorias, por lo que fue el campeón del Campeonato de Fabricantes, con 1003 puntos (sobre Honda con 710 y Lada con 425).
Además José María López se coronó campeón del torneo con 10 victorias y 462 puntos, Muller terminó segundo con 4 victorias y 336 puntos, Loeb tercero con 2 victorias y 295 puntos y Ma Qing Hua decimotercero con una victoria y 69 puntos.

#### Estadísticas

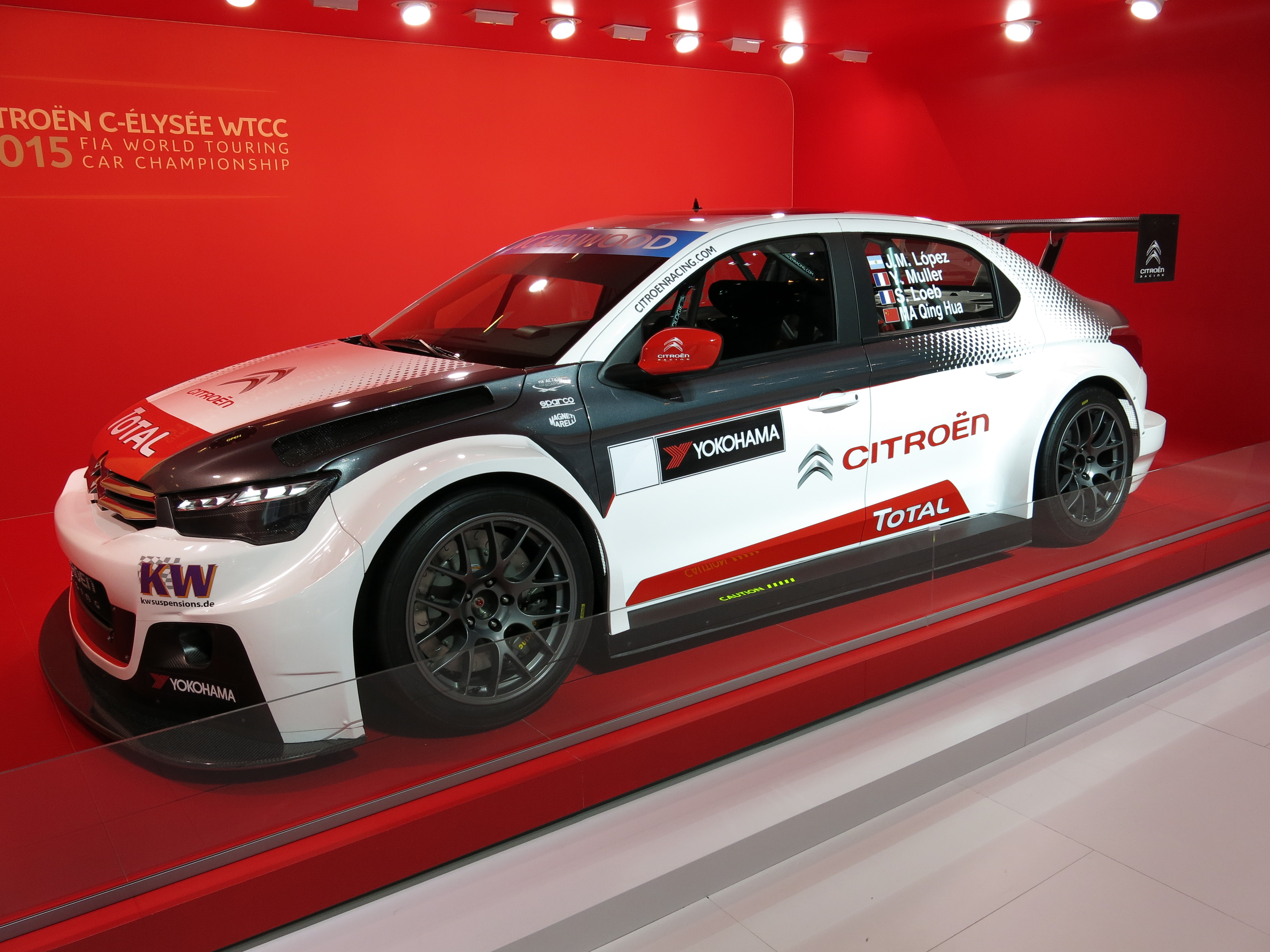
Citroën-Total C-Elysée WTCC 2015 en el Salón del Automóvil de Ginebra de 2014.

- Victorias: 17/23 (74%)
- Pole positions: 10/12 (83.5%)
- Podios : 39/69 (56.5%)

### 2015
A los pilotos del Citroën-Total WTCC del 2014 se les agregó el marroquí Mehdi Bennani para la temporada 2015, en un equipo privado. Citroën dominó esta temporada de la misma manera que lo hizo el año anterior con José María López otra vez ganando el campeonato de pilotos. Los compañeros de equipo Muller y Loeb terminaron segundo y tercero, respectivamente, al igual que lo hicieron en 2014. Citroën volvió a ganar el Campeonato de Fabricantes.

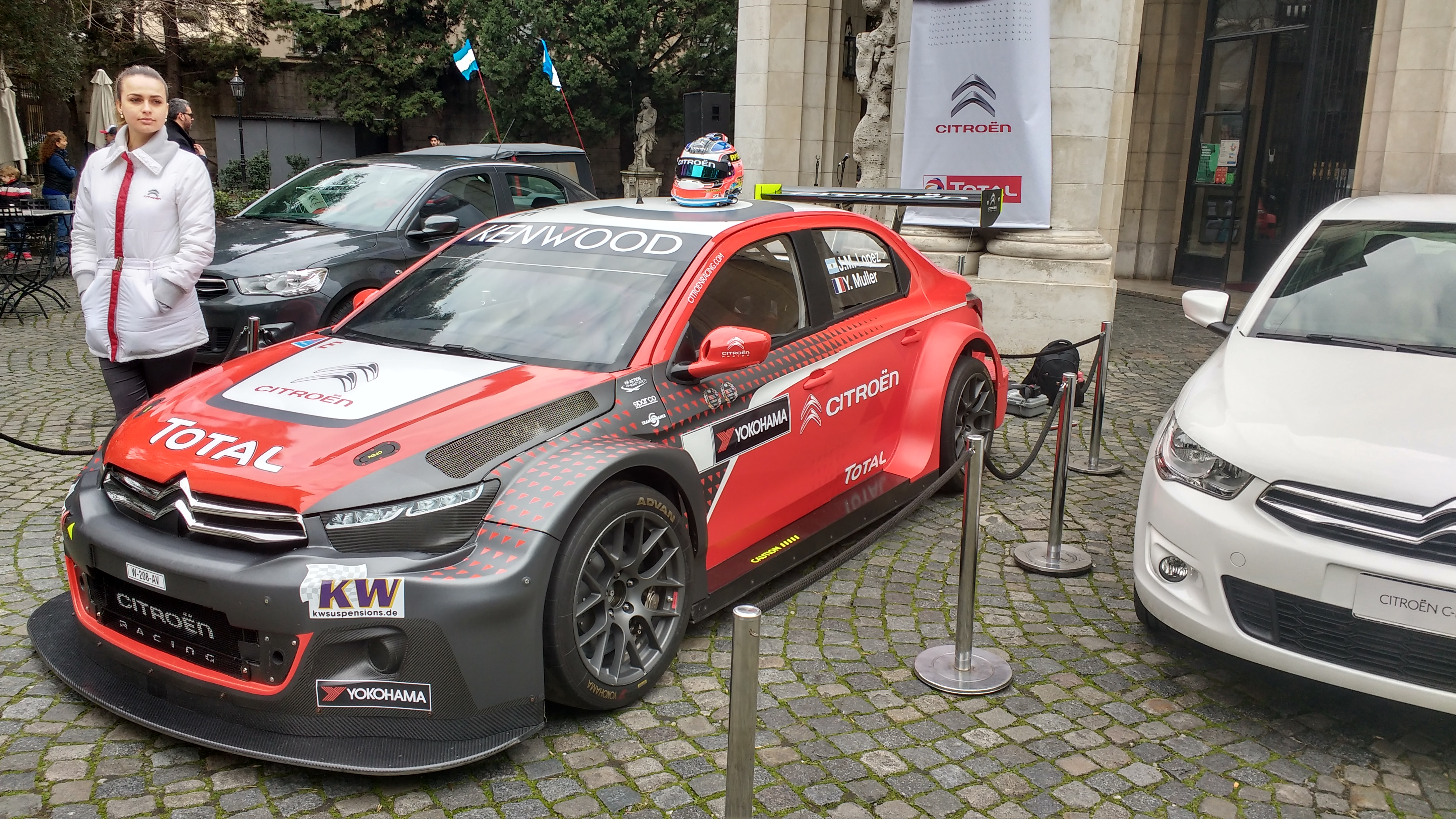
Citroën C-Elysée 2016 en una exhibición de pretemporada en Buenos Aires, Argentina.

#### Estadísticas
- Victorias: 21/24 (87,5%)

- Pole positions: 11/12 (91.7%)
- Podios : 49/72 (68.06%)

### 2016
Citroën anunció a principios de 2016 que disputaría la temporada con José María López e Yvan Muller.
En septiembre de este año, luego de la cancelación de la ronda de Tailandia, Pechito López se consagró campeón por tercera vez consecutiva del WTCC, siendo todas ellas con Citroën. Además, el equipo volvió a ganar el Campeonato de Fabricantes.

#### Estadísticas
- Victorias: 9/22 (40,9 %)
- Pole positions: 7/11 (63,6 %)
- Podios: 20/66 (30,3 %)

## Resultados
(Clave) (negrita indica pole position) (cursiva indica vuelta rápida)

| Año                  | N.º | Piloto           | Automóvil             | 1        | 2         | 3       | 4        | 5        | 6       | 7        | 8         | 9         | 10        | 11        | 12        | 13       | 14        | 15      | 16        | 17        | 18        | 19        | 20        | 21        | 22        | 23      | 24        | Pos. | Puntos | Pos. | Puntos |
| -------------------- | --- | ---------------- | --------------------- | -------- | --------- | ------- | -------- | -------- | ------- | -------- | --------- | --------- | --------- | --------- | --------- | -------- | --------- | ------- | --------- | --------- | --------- | --------- | --------- | --------- | --------- | ------- | --------- | ---- | ------ | ---- | ------ |
| 2014                 | 1   | Yvan Muller      | Citroën C-Elysée WTCC | MAR 1 3  | MAR 2 Ret | FRA 1   | FRA 2    | HUN 1    | HUN 2 5 | SVK 1 10 | SVK 2 C   | AUT 1     | AUT 2 Ret | RUS 1 4   | RUS 2     | BEL 1    | BEL 2     | ARG 1 3 | ARG 2 3   | BEI 1 2   | BEI 2 9   | CHN 1 3   | CHN 2 Ret | JPN 1 Ret | JPN 2 5   | MAC 1 5 | MAC 2     | 2°   | 336    | 1°   | 1003   |
| 2014                 | 9   | Sébastien Loeb   | Citroën C-Elysée WTCC | MAR 1 2  | MAR 2 1   | FRA 1 2 | FRA 2 6  | HUN 1 7  | HUN 2 9 | SVK 1    | SVK 2 C   | AUT 1 4   | AUT 2 7   | RUS 1 3   | RUS 2 5   | BEL 1 3  | BEL 2 5   | ARG 1 4 | ARG 2 6   | BEI 1 5   | BEI 2 3   | CHN 1 4   | CHN 2 12  | JPN 1 3   | JPN 2 7   | MAC 1 6 | MAC 2 6   | 3°   | 295    | 1°   | 1003   |
| 2014                 | 33  | Ma Qing Hua      | Citroën C-Elysée WTCC | MAR 1    | MAR 2     | FRA 1   | FRA 2    | HUN 1    | HUN 2   | SVK 1    | SVK 2     | AUT 1     | AUT 2     | RUS 1 6   | RUS 2 1   | BEL 1 11 | BEL 2 Ret | ARG 1   | ARG 2     | BEI 1 15† | BEI 2 12  | CHN 1 2   | CHN 2 5   | JPN 1     | JPN 2     | MAC 1 8 | MAC 2 Ret | 13°  | 69     | 1°   | 1003   |
| 2014                 | 37  | José María López | Citroën C-Elysée WTCC | MAR 1    | MAR 2     | FRA 1 4 | FRA 2 1  | HUN 1 2  | HUN 2 6 | SVK 1 2  | SVK 2 C   | AUT 1 3   | AUT 2 1   | RUS 1     | RUS 2 Ret | BEL 1 2  | BEL 2 1   | ARG 1   | ARG 2 1   | BEI 1 3   | BEI 2 4   | CHN 1     | CHN 2 3   | JPN 1     | JPN 2 6   | MAC 1   | MAC 2 5   | 1°   | 462    | 1°   | 1003   |
| 2015                 | 9   | Sébastien Loeb   | Citroën C-Elysée WTCC | ARG 1 3  | ARG 2 1   | MAR 1 3 | MAR 2    | HUN 1 6  | HUN 2 5 | GER 1 2  | GER 2 5   | RUS 1 9   | RUS 2 7   | SVK 1 3   | SVK 2 1   | FRA 1    | FRA 2 Ret | POR 1 2 | POR 2 15† | JPN 1 6   | JPN 2 4   | CHN 1 3   | CHN 2 4   | THA 1 2   | THA 2 1   | CAT 1 4 | CAT 2 4   | 3°   | 356    | 1°   | 1069   |
| 2015                 | 33  | Ma Qing Hua      | Citroën C-Elysée WTCC | ARG 1 7  | ARG 2 6   | MAR 1 2 | MAR 2 10 | HUN 1 4  | HUN 2 9 | GER 1 5  | GER 2 Ret | RUS 1 5   | RUS 2 5   | SVK 1 Ret | SVK 2 Ret | FRA 1 4  | FRA 2 3   | POR 1 6 | POR 2 1   | JPN 1 4   | JPN 2 5   | CHN 1 10† | CHN 2 8   | THA 1 3   | THA 2     | CAT 1 5 | CAT 2     | 4°   | 241    | 1°   | 1069   |
| 2015                 | 37  | José María López | Citroën C-Elysée WTCC | ARG 1    | ARG 2     | MAR 1   | MAR 2 3  | HUN 1    | HUN 2 6 | GER 1    | ALE 2     | RUS 1 2   | RUS 2 12  | SVK 1 2   | SVK 2     | FRA 1 3  | FRA 2 1   | POR 1   | POR 2 5   | JPN 1     | JPN 2 Ret | CHN 1     | CHN 2 3   | THA 1     | THA 2 3   | CAT 1   | CAT 2 8   | 1°   | 475    | 1°   | 1069   |
| 2015                 | 68  | Yvan Muller      | Citroën C-Elysée WTCC | ARG 1 2  | ARG 2 11  | MAR 1 5 | MAR 2 1  | HUN 1 2  | HUN 2 7 | GER 1 3  | GER 2 1   | RUS 1     | RUS 2 6   | SVK 1     | SVK 2 3   | FRA 1 2  | FRA 2 4   | POR 1 7 | POR 2     | JPN 1 5   | JPN 2 15† | CHN 1 2   | CHN 2 1   | THA 1 Ret | THA 2 Ret | CAT 1 6 | CAT 2 1   | 2°   | 357    | 1°   | 1069   |
| 2016                 | 37  | José María López | Citroën C-Elysée WTCC | FRA 1 6  | FRA 2 1   | SVK 1 5 | SVK 2 1  | HUN 1 13 | HUN 2 1 | MAR 1 2  | MAR 2 1   | GER 1     | GER 2 1   | RUS 1 5   | RUS 2 8   | POR 1 5  | POR 2 5   | ARG 1 5 | ARG 2 1   | JPN 1 4   | JPN 2     | CHN 1 4   | CHN 2 1   | THA 1 C   | THA 2 C   | CAT 1 9 | CAT 2 3   | 1°   | 381    | 1°   | 957    |
| 2016                 | 68  | Yvan Muller      | Citroën C-Elysée WTCC | FRA 1 13 | FRA 2 4   | SVK 1 7 | SVK 2 5  | HUN 1 12 | HUN 2   | MAR 1 3  | MAR 1 2   | GER 1 Ret | GER 2 DNS | RUS 1 3   | RUS 2 11  | POR 1 9  | POR 2     | ARG 1 3 | ARG 2 5   | JPN 1 5   | JPN 2 1   | CHN 1 3   | CHN 2     | THA 1 C   | THA 2 C   | CAT 1 4 | CAT 2 6   | 2°   | 257    | 1°   | 957    |
| [ 14 ] [ 15 ] [ 16 ] |     |                  |                       |          |           |         |          |          |         |          |           |           |           |           |           |          |           |         |           |           |           |           |           |           |           |         |           |      |        |      |        |